# Alexander Gerschenkron
Alexander Gerschenkron [em russo:  Александр Гершенкрон] (Odessa, Império Russo, 1 de Outubro de 1904 – Cambridge, Massachusetts, 26 de Outubro de 1978) foi um renomado historiador econômico ucraniano radicado nos Estados Unidos.
Descendendo de judeus por parte de pai, fugiu de seu país natal durante a Guerra Civil Russa em 1920 para a Áustria, onde frequentou a Universidade de Viena, obtendo um doutorado em 1928. Após o Anschluss em 1938, ele emigrou para os Estados Unidos, escapando do nazismo.  Lá, virou professor de História da economia da Universidade de Harvard. Todas as suas obras se concentraram na economia russa, sua história e o desenvolvimento da Rússia Soviética e da Europa Oriental. Economista da escola austríaca, ele não escondia seu desagrado com os desdobramentos da Revolução Russa, atribuindo o êxito do movimento liderado por Lênin à demora na emancipação dos camponeses e ao atraso nas políticas de industrialização.
Gerschenkron é autor de duas obras que, ainda hoje, são referências importantes no campo de estudos da história da economia. No seu livro "Bread and democracy in Germany", ele demonstra o papel positivo do atraso econômico relativo para o desenvolvimento posterior de alguns países, o que veio a se tornar conhecido como a "Hipótese de Gerschenkron". Tornou-se notório também por um trabalho de 1951 sobre a velocidade do crescimento da economia soviética, no qual mostrava que as técnicas estatísticas empregadas pelos soviéticos não eram as mais adaptadas à análise do crescimento econômico e que, portanto, não refletiam a realidade da economia do país. Essa análise, que se tornou conhecida como "Efeito Gerschenkron" e que diz que a mudança do ano base de um índice determina a variação da taxa de crescimento deste índice, teve óbvias implicações políticas, permitindo desafiar a imagem da eficiência da política econômica soviética.
Suas ideias exerceram influências sobre desenvolvimentistas do Século XX, como Chalmers Johnson, Alice Amsden e Ha-Joon Chang.

## Alexander Gerschenkron Prize
A Associação de História Econômica criou o "Prêmio Alexander Gershenkron" em sua homenagem. Esta premiação é concedida para a melhor dissertação na história econômica de uma área fora dos Estados Unidos ou Canadá. Para ser elegível para o Prêmio Alexander Gerschenkron, a pessoa deve ter recebido seu Ph.D. dentro de 2 anos de quando o prêmio é dado.

## Prêmios e Honrarias Recebidos
- 1954 - Guggenheim Fellowship
- 1968 - Distinguished Fellow of the American Economic Association

## Publicações Selecionadas
- Gerschenkron, Alexander (1943). Bread and democracy in Germany, Berkeley and Los Angeles: University of California press.
- Gerschenkron, Alexander (1945). Economic relations with the U.S.S.R., New York.
- Gerschenkron, Alexander and Alexander Erlich (1951), A dollar index of Soviet machinery output, 1927-28 to 1937, Santa Monica, California: Rand Corporation.
- Gerschenkron, Alexander and Nancy Nimitz (1952), A dollar index of Soviet petroleum output, 1927-28 to 1937, Santa Monica, California: Rand Corporation.
- Gerschenkron, Alexander and Nancy Nimitz (1953), A dollar index of Soviet iron and steel output 1927/28-1937, Santa Monica, California: Rand Corporation.
- Gerschenkron, Alexander (1954), A dollar index of Soviet electric power output, Santa Monica, California: Rand Corporation.
- Gerschenkron, Alexander (1954), Soviet heavy industry: a dollar index of output, 1927/28-1937,  Santa Monica, California: Rand Corporation.
- Gerschenkron, Alexander (1962), Economic backwardness in historical perspective, a book of essays, Cambridge, Massachusetts: Belknap Press of Harvard University Press.
- Gerschenkron, Alexander (1966), Bread and democracy in Germany, New York: H. Fertig.
- Gerschenkron, Alexander (1968), Continuity in history, and other essays, Cambridge, Massachusetts: Belknap Press of Harvard University Press.
- Gerschenkron, Alexander (1970), Europe in the Russian mirror: four lectures in economic history, London: Cambridge University Press.
- Gerschenkron, Alexander (1977), An economic spurt that failed: four lectures in Austrian history, Princeton, New Jersey: Princeton University Press.
- Gerschenkron, Alexander (1989), Bread and democracy in Germany with a new foreword by Charles S. Maier, Ithaca, New York: Cornell University Press.